# Grandris
Grandris é uma comuna francesa na região administrativa de Auvérnia-Ródano-Alpes, no departamento de Ródano. Estende-se por uma área de 15,22 km². Em 2010 a comuna tinha 1 203 habitantes (densidade: 79 hab./km²).